# راشل فینچ
راشل فینچ (انگلیسی: Rachael Finch؛ زادهٔ ۸ ژوئیهٔ ۱۹۸۸) مدل اهل استرالیا است. او به عنوان سومین نایب قهرمان دوشیزه جهان ۲۰۰۹ انتخاب شده است. حرفه مدلینگ فینچ در سال ۲۰۰۴ شروع شد، زمانی که او عنوان مدل سال کوئینزلند را به دست آورد.
فینچ در سپتامبر ۲۰۱۳ دخترش به نام ویولت راشل میزینر را به دنیا آورد او دومین فرزند خود، دومینیک مایکل میزینر را در مارس ۲۰۱۷ به دنیا آورد.
او و همسرش یک شرکت لوازم آرایشی طبیعی و محصولات مصرفی به نام Kissed Earth را در سال ۲۰۱۹ راه اندازی کردند.